# Улица Никитина (Владикавказ)
Улица Никитина — улица во Владикавказе, Северная Осетия, Россия. Улица располагается в Иристонском муниципальном округе Владикавказа между улицами Огнева и Маркуса. Улицу Никитина пересекают улицы Баллаева, Миллера, проспект Мира, улицы Ленина и Революции.
Пересекает бульвар, являющийся памятником природы.

## История
Улица названа в честь революционера, комиссара труда и промышленности Терской Советский Республики Ивана Никитича Никитина.
Улица образовалась в середине XIX века и впервые была отмечена как улица Кизлярская на карте «Кавказского края», которая издавалась в 60 — 70-е годы XIX века. Называлась в честь города Кизляр, который в то время был центром одноимённого отдела Терской области. Упоминается под этим же названием в Перечне улиц, площадей и переулков от 1911 года.
На улице действовали свечной завод Петрова и городская общественная библиотека, которые не сохранились до нашего времени.
25 октября 1922 года решением Исполкома Владикавказского Городского Совета рабочих, крестьянских и красноармейских депутатов улица Кизлярская была переименована в улицу Никитина (протокол № 41, п.1.6.). Упоминается под этим же названием в Перечне улиц, площадей и переулков от 1925 года.

## Здания и учреждения
Объекты культурного наследия
- д. 7 — памятник архитектуры. Бывший дом Андреева[7];
- д. 15 — памятник архитектуры. Торговый дом К. В. Канаплиной[7]. Построен в 1903 году.
- д. 17 — памятник архитектуры[7].
- д. 18 — памятник архитектуры[7].
- д. 20/ проспект Мира, 47 — памятник истории[7]. Бывший дом купца Петра Андреева. Здание, в котором жил видный общественный деятель и этнограф Д. Т. Шанаев[8]
- д. 33/ Революции, 64 — памятник архитектуры[7].
- д. 35 — памятник архитектуры[7].

Другие объекты
- Дом на пересечении с улицей Ленина — бывший дом полковника Терского казачьего войска Александра Балуева. До нашего времени на здании сохранились его инициалы «А. Б.».